# Pixwaager Bach
Der Pixwaager Bach ist ein linker Nebenfluss der Wupper in Hückeswagen.
Er trägt die Fließgewässerkennziffer 273631172, die Länge beträgt 1,5 Kilometer. Er mündet an der Hückeswagener Kläranlage in die Wuppertalsperre. Der Bach entspringt östlich des Ortes Erlensterz und fließt an der Hofschaft Pixwaag vorbei.